# Loizos Loizou
Loizos Loizou (Nicosia, 18 juli 2003) is een Cypriotisch voetballer die door Omonia Nicosia wordt uitgeleend aan sc Heerenveen.

## Clubcarrière
Loizou genoot zijn jeugdopleiding bij Omonia Nicosia. Op 11 mei 2019 maakte hij er zijn officiële debuut in het eerste elftal: in de competitiewedstrijd tegen APOEL Nicosia mocht hij in de slotfase invallen voor David Ramírez. In 2021 werd hij landskampioen met de club. Op 13 juli 2021 won hij met de Cypriotische Supercup een tweede prijs, al zat hij voor deze wedstrijd niet in de selectie. In de bekerzeges van 2022 en 2023 was zijn aandeel groter. Loizou speelde in de finale telkens een hele wedstrijd mee, in 2022 zette hij zijn strafschop in de strafschoppenserie tegen Ethnikos Achna bovendien succesvol om. Ook op individueel vlak viel Loizou al in de prijzen: na afloop van het seizoen 2020/21 werd hij verkozen tot Jonge Speler van het Jaar en maakte hij deel uit van het elftal van het jaar.
Loizou trok zijn doelpuntenproductie voor Omonia Nicosia geleidelijk aan op: na één goal in zijn debuutseizoen en twee goals in het seizoen 2020/21 was hij in het seizoen 2021/22 goed voor zeven goals in alle competities. In het seizoen 2022/23 scoorde hij er vijf, om vervolgens in het seizoen 2023/24 een dag na de jaarwisseling aan vijf competitiegoals te zitten. Op 13 januari 2024 scoorde hij zijn zesde competitiegoal van het seizoen. Op het einde van die maand zette hij de stap naar het buitenland: op 30 januari 2024 kondigde de Nederlandse eersteklasser Sc Heerenveen aan dat Loizou het seizoen op huurbasis uitdeed in het Sportpark Skoatterwâld.

## Interlandcarrière
Op 5 september 2020 maakte Loizou zijn interlanddebuut voor Cyprus: in de UEFA Nations League-wedstrijd tegen Montenegro (0-2-verlies) liet bondscoach Johan Walem hem in de 63e minuut invallen voor Dimitrios Christofi.
| Interlands van Loizos Loizou  | Interlands van Loizos Loizou  | Interlands van Loizos Loizou  | Interlands van Loizos Loizou  | Interlands van Loizos Loizou  | Interlands van Loizos Loizou  | Interlands van Loizos Loizou  |
| No.                           | Datum                         | Wedstrijd                     | Uitslag                       | Soort Wedstrijd               | Doelpunten                    |                               |
| Als speler bij Omonia Nicosia | Als speler bij Omonia Nicosia | Als speler bij Omonia Nicosia | Als speler bij Omonia Nicosia | Als speler bij Omonia Nicosia | Als speler bij Omonia Nicosia | Als speler bij Omonia Nicosia |
| ----------------------------- | ----------------------------- | ----------------------------- | ----------------------------- | ----------------------------- | ----------------------------- | ----------------------------- |
| 1.                            | 5 september 2020              | Cyprus – Montenegro           | 0 – 2                         | UEFA Nations League 2020/21   | -                             |                               |
| 2.                            | 8 september 2020              | Cyprus – Azerbeidzjan         | 0 – 1                         | UEFA Nations League 2020/21   | -                             |                               |
| 3.                            | 7 oktober 2020                | Cyprus – Tsjechië             | 1 – 2                         | Vriendschappelijk             | 32'                           |                               |
| 4.                            | 10 oktober 2020               | Luxemburg – Cyprus            | 2 – 0                         | UEFA Nations League 2020/21   | -                             |                               |
| 5.                            | 13 oktober 2020               | Azerbeidzjan – Cyprus         | 0 – 0                         | UEFA Nations League 2020/21   | -                             |                               |
| 6.                            | 17 november 2020              | Montenegro – Cyprus           | 4 – 0                         | UEFA Nations League 2020/21   | -                             |                               |
| 7.                            | 24 maart 2021                 | Cyprus – Slowakije            | 1 – 0                         | Kwalificatie WK 2022          | -                             |                               |
| 8.                            | 30 maart 2021                 | Cyprus – Slovenië             | 0 – 0                         | Kwalificatie WK 2022          | -                             |                               |
| 9.                            | 4 juni 2021                   | Hongarije – Cyprus            | 1 – 0                         | Vriendschappelijk             | -                             |                               |
| 10.                           | 7 juni 2021                   | Oekraïne – Cyprus             | 4 – 0                         | Vriendschappelijk             | -                             |                               |
| 11.                           | 1 september 2021              | Malta – Cyprus                | 3 – 0                         | Kwalificatie WK 2022          | -                             |                               |
| 12.                           | 4 september 2021              | Cyprus – Rusland              | 0 – 2                         | Kwalificatie WK 2022          | -                             |                               |
| 13.                           | 7 september 2021              | Slowakije – Cyprus            | 2 – 0                         | Kwalificatie WK 2022          | -                             |                               |
| 14.                           | 8 oktober 2021                | Cyprus – Kroatië              | 0 – 3                         | Kwalificatie WK 2022          | -                             |                               |
| 15.                           | 11 oktober 2021               | Cyprus – Malta                | 2 – 2                         | Kwalificatie WK 2022          | -                             |                               |
| 16.                           | 2 juni 2022                   | Cyprus – Kosovo               | 0 – 2                         | UEFA Nations League 2022/23   | -                             |                               |
| 17.                           | 5 juni 2022                   | Cyprus – Noord-Ierland        | 0 – 0                         | UEFA Nations League 2022/23   | -                             |                               |
| 18.                           | 9 juni 2022                   | Griekenland – Cyprus          | 3 – 0                         | UEFA Nations League 2022/23   | -                             |                               |
| 19.                           | 24 september 2022             | Cyprus – Griekenland          | 1 – 0                         | UEFA Nations League 2022/23   | -                             |                               |
| 20.                           | 27 september 2022             | Kosovo – Cyprus               | 5 – 1                         | UEFA Nations League 2022/23   | -                             |                               |
| 21.                           | 16 november 2022              | Cyprus – Bulgarije            | 0 – 2                         | Vriendschappelijk             | -                             |                               |
| 22.                           | 25 maart 2023                 | Schotland – Cyprus            | 3 – 0                         | Kwalificatie EK 2024          | -                             |                               |
| 23.                           | 28 maart 2023                 | Armenië – Cyprus              | 2 – 2                         | Vriendschappelijk             | -                             |                               |
| 24.                           | 17 juni 2023                  | Cyprus – Georgië              | 1 – 2                         | Kwalificatie EK 2024          | -                             |                               |
| 25.                           | 20 juni 2023                  | Noorwegen – Cyprus            | 3 – 1                         | Kwalificatie EK 2024          | -                             |                               |
| 26.                           | 15 oktober 2023               | Georgië – Cyprus              | 4 – 0                         | Kwalificatie EK 2024          | -                             |                               |
| 27.                           | 19 november 2023              | Cyprus – Litouwen             | 1 – 0                         | Vriendschappelijk             | -                             |                               |
| Totaal                        | Totaal                        | Totaal                        | Totaal                        | Totaal                        | -                             |                               |

Bijgewerkt tot 29 februari 2024